# جوزيف ك. وولف
جوزيف ك. وولف (بالإنجليزية: Joseph C. Wolff)‏ هو سياسي أمريكي، ولد في 19 يناير 1849 في نيويورك في الولايات المتحدة، وتوفي في 26 نوفمبر 1896. حزبياً، نشط في الحزب الديمقراطي. وقد انتخب عضو جمعية ولاية نيويورك وانتخب عضو مجلس ولاية نيويورك.